# Бепе Севернини
Бепе Севернини (на италиански: Beppe Severgnini) е италиански журналист и писател на произведения в жанра публцистика и документалистика.

## Биография и творчество
Джузепе „Бепе“ Севернини е роден на 26 декември 1956 г. в Крема, Ломбардия, Италия. Баща му е нотариус. Завършва право в университета в Павия. След дипломирането си започва работа като журналист в миланския всекидневник Il Giornale. Скоро се изявява като писател и става кореспондент на вестника в Лондон. По-късно, по време на разпадането на социалистическия блок, работи като специален кореспондент в Русия, Китай и няколко източноевропейски страни. След напускането на вестника участва в основаването на вестника La Voce в Милано, и работи в Лондон през 1993 г., след което е кореспондент във Вашингтон. След закриването на вестника през 1995 г. работи като колумнист за издание на „Кориере дела Сера“ в рубрика насочена към италианските емигранти; която става една от най-четените редовни елементи на уебсайта на вестника. В периода 1996 – 2003 г. е кореспондент от Италия за списание „Икономист“. През 2004 г. е отличен като журналист на годината. В периода 2001 – 2011 г., като ентусиазиран футболен фен, пише за популярния спортен вестник „Ла Гадзета дело Спорт“. В периода 2013 – 2021 г. пише за „Ню Йорк Таймс“. Като известен журналист участва редовно в радио и телевизионни програми на Rai, NPR и Би Би Си. Води токшоу по SKY TG24 в периода 2004 – 2011 г. и за Rai в периода 2015 – 2016 г.
Първата му книга „Говорете сериозно. Истории на Крема, 1979 – 1981“ е издадена през 1981 г. Автор е на над тридесет книги, сред които бестселърите „Един италианец в Америка“ от 1995 г. и „В главата на италианците“ от 2005 г.
В книгата си „В главата на италианците“ представя пътуване в Италия, от север на юг, със свои чуждестранни приятели, като им обяснява и „превежда“ правилата на улицата и служебната анархия, словоохотливостта във влака и жестикулирането в хотела, философстването в ресторанта и чувствения уют в църквата, менажерията на телевизията и значението на плажа, самотата на стадиона и стълпотворението в спалнята, съседските мании в жилищните сгради и хоризонталната демокрация в хола.
През 1998 г. преподава журналистика в университета в Парма, а през 2002 г. в университета в Павия. През 2003 и 2006 г. преподава журналистика в университетите в Милано-Бокони. През 2006 г. е лектор в Мидълбъри Коледж във Върмонт. Бил е научен сътрудник/резидент в Масачузетския технологичен институт през 2009 т. В периода 2010 – 2020 г. е във факултета по журналистика към Миланския университет. През 2013 г. е гостуващ стипендиант на Оксфордския университет.
За своята журналистическа и писателска дейност получава много отличия и награди. През 2001 г. получава отличието Офицер на Ордена на Британската империя, а през 2011 г. отличието Командор на Ордена за заслуги на Италианската република.
Бепе Севернини живее със семейството си в Милано.

## Произведения
- Parlar sul Serio. Storie di Crema, 1979-1981 (1981)[1]
- Inglesi. [Guida al regno della Thatcher] (1990)[2]
- L'inglese. Lezioni semiserie (1992)
- Italiani con valigia. Il Belpaese in viaggio (1993)
- L'inglese. Nuove lezioni semiserie (1994)
- Un italiano in America (1995)[3]
- Confronti. Gli italiani e tutti gli altri (1996)
- Italiani si diventa (1998)
- Manuale dell'imperfetto viaggiatore (2000)
- Interismi. Il piacere di essere neroazzurri (2002)
- Manuale dell'uomo domestico (2002)
- Altri interismi. Un nuovo viaggio nel favoloso labirinto neroazzurro (2003)
- Manuale dell'imperfetto sportivo (2003)
- La testa degli italiani. Una visita guidata (2005)[4]
В главата на италианците, изд.: ИК „Колибри“, София (2011), прев. Радостина Илиева, Мая Тодорова
- L'italiano. Lezioni semiserie (2007)
- Tripli interismi! Lieto fine di un romanzo neroazzurro (2007)
- Manuale del perfetto interista (2007)
- Italians. Il giro del mondo in 80 pizze (2008)
- Manuale dell'uomo normale (2008)
- Manuale del perfetto turista (2009)
- Imperfetto manuale di lingue (2010)
- Eurointerismi. La gioia di essere neroazzurri (2010)
- La pancia degli italiani. Berlusconi spiegato ai posteri (2010)
Стратегията Б. : Берлускони, разтълкуван за бъдните поколения, изд.: ИК „Колибри“, София (2014), прев. Дария Карапеткова
- Italiani di domani. Otto porte sul futuro (2012)
- Manuale dell'uomo di mondo. Con una nuova prefazione dell'autore (2012)
- La vita è un viaggio (2014)
- Signori, si cambia. In viaggio sui treni della vita (2015)
- Italiani si rimane (2018)
- Neoitaliani. Un manifesto. 50 motivi per essere italiani (2020)
- Inter Nos (2021)